# JOYしたいキモチ
「JOYしたいキモチ」（ジョイしたいキモチ）は、A.B.C-Zの5枚目のシングル。2018年8月29日にポニー・キャニオンから発売。

## 概要
表題曲はグループと東京ジョイポリス初のコラボレーション、2018年7月18日から10月14日まで開催される「A.B.C-Z 5stars CIRCUS in JOYPOLIS」のコラボソング。また通常盤に収録されるカップリング曲「光」は、メンバーの戸塚祥太が作詞を担当。
本作はグループ結成10周年記念すべき、結成記念日でBlu-ray&DVD「ABC座 ジャニーズ伝説2017」と同時にリリースされる。発売キャンペーン「A.B.C-Z 結成10周年記念スペシャルキャンペーン」も同時実施決定。
初回限定盤2種と通常盤計3種類でリリース。

## 収録内容

### CD

#### 通常盤
1. JOYしたいキモチ [4:10]
作詞：岡田一成、作曲：ひろせひろせ、編曲：生田真心
2. 光 [3:44]
作詞：戸塚祥太、作曲：Didrik Thott, Christian Fast, Henrik Nordenback、編曲：Henrik Nordenback
3. JOYしたいキモチ -Inst.-
4. 光 -Inst.-

#### 初回限定盤A
1. JOYしたいキモチ
2. ワンナイト・ロマンス [3:56]
作詞：EMI K.Lynn、作曲：Takuya Harada, Fredrik "Figge" Bostrom, ジョセフ・メリン、編曲：ジョセフ・メリン
3. ワンナイト・ロマンス -Inst.-

#### 初回限定盤B
1. JOYしたいキモチ
2. パイアール。[3:58]
作詞・作曲：田鹿ゆういち、編曲：CHOKKAKU
3. パイアール。-Inst.-

### DVD

#### 初回限定盤A
1. 「JOYしたいキモチ」Music Clip
2. Making of「JOYしたいキモチ」Music Clip & Jacket Shooting

#### 初回限定盤B
1. 採用面接バラエティ「"JOB"したいキモチ」
2. 「ABC座 ジャニーズ伝説2017」スペシャル・トレーラー映像